# Am2901

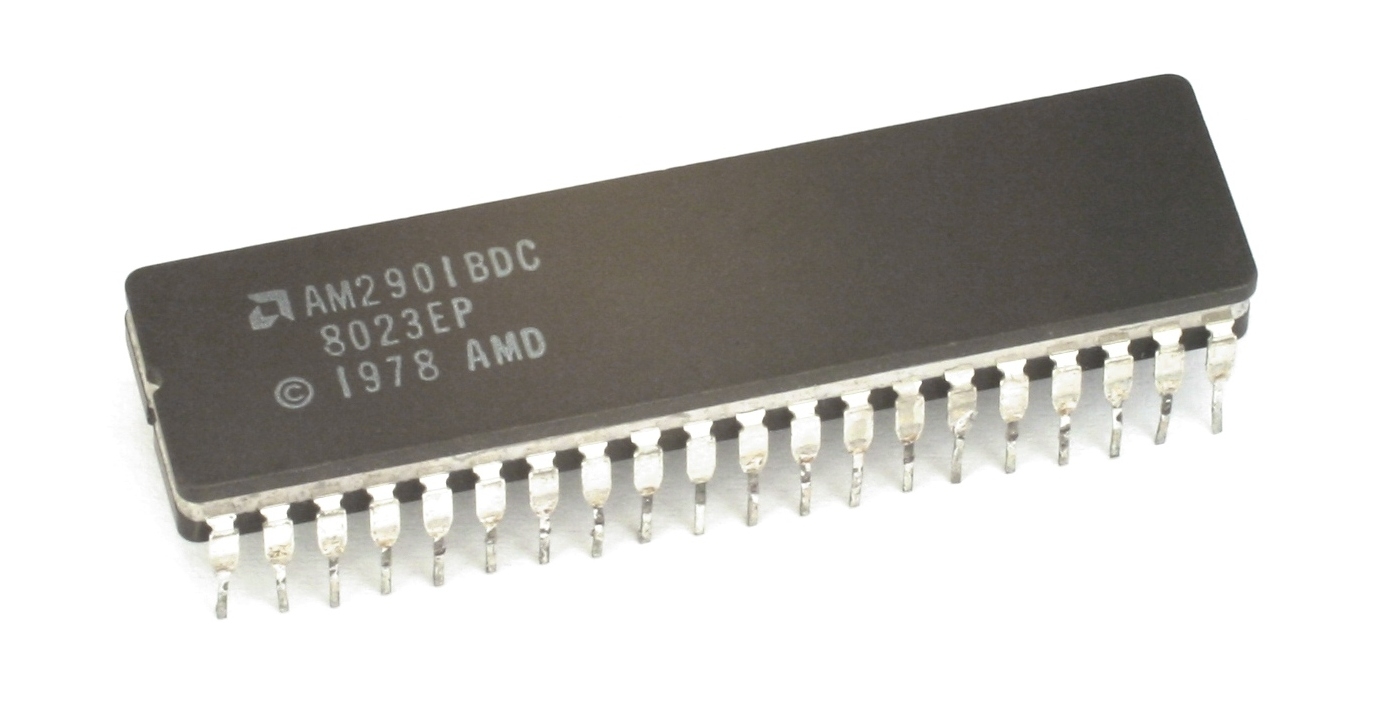
AMD Am2901.

El Am2901 es un microprocesador slice de 4 bits en tecnología bipolar Schottky. Diseñado para construir controladores microprogramables de alta velocidad, con un número de bits múltiplo de cuatro.
Contiene una ALU de 4 bits y 8 funciones, una unidad de desplazamiento independiente de la ALU (suma y desplazamiento sólo llevan un ciclo) y un array de 16 posiciones de 4 bits, utilizable como fuente y destino para la ALU. Posee 4 bits de estado.
Funciona con una microinstrucción de 9 bits, dividida en tres grupos:
Bits 8-6: Control de destino
Bits 5-3: Función de la ALU
Bits 2-0: Operando fuente
y dos operandos de 4 bits, A y B, que son las direcciones del array. A es de lectura y B de lectura y escritura.
El Am2901 llegó a ser un estándar de la industria, fabricado por Thomson, Philips/Signetics y Fairchild, entre otros. También se fabricó en tecnogía CMOS y FAST.
Completan la familia los siguientes dispositivos:
- 2901 Microprocesador slice de 4 bits
- 2902 y 2911 Generador de acarreo "adelantado"
- 2903 Microprocesador slice "mejorado" de 4 bits. Permite multiplicar y dividir en complemento a 2
- 29203 2903 con capacidad de suma y resta BCD
- 2909 Secuenciador de microprograma de 4 bits
- 2910 Secuenciador de microprograma de 12 bits
- 2914 Controlador de interrupción vectorizada.